# Ab homine homini cotidianum periculum
Ab homine homini cotidianum periculum (лат. изговор: аб хомине хомини котидијанум перикулум). Човјеку свакодневно пријети опасност од човјека. (Сенека)

## Поријекло изреке
Ову изреку је изрекао почетком нове ере познати римски књижевник и филозоф Сенека.

## Тумачење
Човјек је човјеку највећи непријатељ.